# Уильям де Сент-Барб
Уильям (Гильом) де Сент-Барб, или Уильям из Сент-Барбары (англ. William of St. Barbara; около 1080 — 13 ноября 1152) — англо-нормандский прелат, декан Йорка в 1135/1138 — 1143 годах, епископ Дарема с 1144 года. Предположительно, родился в Сент-Барб-ан-Ож в Нормандии. В 1120-е годы клерк и каноник в окружении Турстана, архиепископа Йоркского, а в 1135 или 1138 году был избран деканом Йорка. В этом качестве он руководил избранием нового архиепископа, Уильяма Фиц-Герберта, которое пытались оспорить прелаты-реформаторы Йоркского монастыря.
Во время разгоревшейся в Англии гражданской войны между королём Стефаном и императрицей Матильдой, дочерью покойного короля Генриха I, де Сент-Барб оказался в центре борьбы за избрание преемника умершего в 1140 году епископа Дарема Джеффри Руфуса. Шотландцы попытались добиться избранием новым епископом Уильяма Комина, канцлера короля Шотландии Давида I, пытавшегося укрепить свои приобретения в Англии к северу от Тайна. Комину удалось привлечь на свою сторону одного из даремских архидиаконов, однако другой архидиакон, а также настоятель Даремского монастыря, несмотря на оказанное на них давление, отказались поддержать его избрание. В итоге недовольные выборщики бежали в Йорк, где избрали новым епископом Уильяма де Сент-Барба, который в это время находился на соборе в Лондоне. 20 июня 1143 года он был рукоположен в Уинчестере архиепископом Генрихом Блуаским, а Комин был отлучён от церкви. Однако сторонники шотландского ставленника были слишком сильны и возвести Уильяма де Сен-Барба на Даремский престол удалось только 18 октября 1144 года.
Став епископом, Уильям сильно зависел от проводимой политики шотландцами (иногда проявлявшими нетерпимость), которые продолжали доминировать в регионе. С точки зрения политики, он был неэффективной фигурой, поскольку не обладал теми качествами, которые требовались для защиты епархии шотландцев. Однако даже после смерти Уильям сохранял хорошую репутацию за свою благотворительность, учёность и благоразумие.

## Ранняя биография
Факты ранней биографии Уильяма известны плохо. Предположительно он родился около 1080 года и был нормандцем родом из Сент-Барб-ан-Ож, расположенного в округе Лизьё современного французского департамента Кальвадос. Впервые в источниках он появляется в 1120-е годы в качестве клерка и каноника окружении Турстана, архиепископа Йоркского. 
Около 1135 или 1138 года Уильям стал деканом Йорка и в данном качестве в июне 1141 года руководил выборами Уильяма Фиц-Герберта, преемника умершего в 1140 году архиепископа Турстана. Эти выборы пытались оспорить прелаты-реформаторы Йоркского монастыря, убеждённые в том, что из-за вмешательства короля был выдвинут неподходящий кандидат. В марте 1143 года папа римский Иннокентий III (правил в 1130—1143 годах) постановил, что законность избрания архиепископа должна зависеть от клятвы декана, чтобы оно было признано каноническим. Но Уильям так и не принёс подобной клятвы к февралю 1146 года, когда новый папа Евгений III (правил в 1145—1153 годах) отстранил Фиц-Герберта от должности.

## Борьба за Даремскую епархию
Эти события происходили на фоне разгоревшейся в Англии гражданской войны между королём Стефаном и императрицей Матильдой, дочерью покойного короля Генриха I. Стефану было необходимо контролировать Северную Англию, поскольку шотландский король Давид I, союзник Матильды, чтобы укрепить свои приобретения в Англии к северу от Тайна, в 1139 году назначил графом Нортумберленда своего сына Генриха. 6 мая 1141 года умер епископ Дарема Джеффри Руфус, после чего шотландцы попытались добиться избрания его преемником Уильяма Комина, канцлера Давида I. 
Комин, заручившийся к тому моменту поддержкой шотландского короля, прибыл в Дарем на следующий день и взял на себя управление епископской кафедрой. Стремясь превратить временное управление в постоянное, он без особого труда привлёк на свою сторону большинство баронов, имевших владения на землях епархии. При этом несколько крупных местных баронов (Роберт де Брюс, Бернард де Баллиол, Гуго де Морвиль, Юстас Фиц-Джон) в это время входили в окружение Давида I и поддержали Комина из-за того, что его действия поддерживал шотландский король. Также Комину удалось привлечь на свою сторону одного из даремских архидиаконов по имени Роберт, но другой архидиакон, Раннульф, и настоятель Даремского монастыря Роджер, несмотря на оказанное на них давление, отказались поддержать Уильяма.
Чтобы стать законным епископом, нужны были формальные выборы, но противники Комина указывали, что никакие выборы не будут каноничными, если не будут соблюдены положенные в этом случае процедуры. Сначала специально уполномоченные лица должны были сделать уведомление о выборах, затем их должен был одобрить епископ Генри Уинчестерский, который в это время был папским легатом, и архиепископ Йорка, который считался митрополитом — главой материнской для Даремской епархии церкви. В итоге соперники Уильяма в 1141—1143 годах всячески сопротивлялись его требованиям, отказываясь действовать без одобрения легата, с помощью которого в итоге и были проведены каноничные выборы. При этом архиепископ Йорка в указанный период никак не вмешивался в спор за Даремскую кафедру. Связано это было, судя по всему, с тем, что выборы преемника архиепископа Турстана были столь же спорными, как и в Дареме.
Позиции Комина упрочились, когда в 1141 году в Дарем прибыл Давид I, который объявил, что кандидатура Комина была утверждена императрицей Матильдой. В этот период шотландский король открыто выступил на стороне императрицы Матильды, нарушив договор 1139 года. Ещё в феврале Стефан потерпел поражение в битве при Линкольне и попал в плен, после чего в июне Матильда была коронована в Лондоне как королева Англии. Шотландский король и Уильям летом 1141 года занимали видное место при дворе королевы. Когда Даремская делегация прибыла к ней, Матильда посоветовала избрать епископом Комина. Однако папский легат в это время отсутствовал, поэтому рассмотрение дела об избрании епископа было отложено.
Папский легат Генри Уинчестерский был известен поддержкой папских притязаний на церковную власть в Англии и стойкой защитой канонических процедур. Когда он прибыл в Дарем, то архидиакон Раннульф предупредил его о махинациях Комина, поэтому тот поддержал противников кандидата, постановив, что тот не будет утверждён епископом, если не будут проведены канонические выборы. Императрицу Матильду это не остановило, она была готова утвердить Комина епископом, но в день, когда она должна была официально передать ему епископский посох и кольцо, произошло восстание лондонцев, вынудившее её покинуть город. С ней бежали Давид I и Уильям.
Прибыв в Дарем, Комин вновь попытался убедить настоятеля Роджера и архидиакона Раннульфа поддержать его, но те опять отказались. Шотландский же король вернулся в это время в своё королевство. Комина он утвердил в качестве кастеляна Даремского замка. Однако тот, по словам продолжателя Симеона Даремского, стал действовать не как кастелян, а как если бы уже был поставлен епископом: принял оммаж от баронов епископства, кроме Роджера Коньерса, который в 1141—1144 годах был его самым ярым противником, а также заставил присягнуть на верность жителей Дарема. Архидиакон Раннульф, который так и не подчинился воле Комина, был изгнан из Дарема, а его имущество было разграблено. С большим трудом ему удалось добраться до Йорка, откуда он отправился к королю Стефану и легату, изложив им свои претензии. После этого Генри Уинчестерский предал Комина анафеме и объявил об отлучении его от церкви. Раннульфа он отправил в капитул Йорка, где тот обнародовал приговор. Впрочем, Комина это мало беспокоило, в это время он пытался умиротворить монахов в Дареме.
Приор Роджер и архидиакон Раннульф отправили посольство к папе Иннокентию II, которое вернулось из Рима с инструкциями, как противостоять Комину. Согласно им, выборы нового епископа должны были состояться в течение 40 дней после получения письма либо в Дареме, либо в Йорке, либо в каком-то соседнем городе. Епископ узнал об этих действиях и попытался сорвать выборы, заблокировав дороги в Йоркшире. Ему удалось захватить или отпугнуть некоторых выборщиков, но собрание, хотя и малочисленное, всё же состоялось. В результате, несмотря на полученное от Комина письмо с печатью капитула, запрещающее выборы, они 14 марта единогласно выбрали епископом декана Йорка Уильяма де Сент-Барба. Сам он в это время находился на соборе в Лондоне. Известие об избрании он получил в Уинтрингеме. Пусть и с неохотой, но Уильям согласился на избрание и 20 июня 1143 года был рукоположен в Уинчестерском кафедральном соборе. Проводивший церемонию архиепископ Генри Уинчестерский проигнорировал очередное отправленное Комином письмо с печатью Даремского капитула, запрещающее рукоположение епископа. Затем Уильяма Комина и его сторонников отлучили от церкви.
В августе новый епископ отправился в свою новую епархию. Сначала он укрылся в Бишоптоне — замке констебля Роджера де Коньерса, расположенного к северо-востоку от Дарлингтона. Затем Сент-Барб перебрался в церковь Сент-Джайлс в Дареме. Однако сторонники Комина были слишком сильны, поэтому Уильяму пришлось отступить сначала в Бишоптон, затем в крепость Торнли, расположенную недалеко от Келло в нескольких милях к юго-востоку от Дарема, и, наконец, в Линдисфарн. Трудности, с которыми Сент-Барб столкнулся в Даремской епархии, заставили его в конце сентября отказаться от хиротонии Фиц-Герберта. Только 18 октября 1144 года архиепископ Йоркский после победы над графом Генри и местными баронами-мирянами смог возвести нового епископа на Даремский престол. Уильям Комин согласился уступить кафедру, а в обмен на отказ от претензий его оставшийся в живых племянник Ричард Комин получил феодальную баронию и замок Ричмонд.

## Епископ
Став епископом, Уильям сильно зависел от проводимой политики шотландцами (иногда проявлявшими нетерпимость), которые продолжали доминировать в регионе. Когда 24 июля 1147 года в Ричмонде (Северный Райдинг Йоркшира) должны были избрать преемника свергнутого архиепископа Йоркского Фиц-Герберта, Уильям предпочёл поддержать не кандидата, выдвинутого королём Стефаном, а Генри Мёрдока, которого поддерживали йоркширские реформаторы. При этом его возможности участвовать в спорах вокруг выборов были ограничены из-за набегов Уильяма, графа Йоркского. В Даремской епархии постоянно возникали беспорядки, из-за чего епископ не смог присутствовать на Реймском соборе. За это папа Евгений III отстранил Уильяма от должности. Предположительно тогда от отстранения Сент-Барба освободил архиепископ Мёрдок.
Уильям «при вмешательстве Евгения III» делал пожертвования цистерцианскому Ньюминстерскому аббатсву и августинскому монастырю Гисборо. На основании этого исследователи полагают, что епископ открыл свою епархию влиянию реформаторского монашества, что, вероятно, встревожило монахов-бенедиктинцев, которые входили в Даремский капитул.
Со времени правления Уильяма сохранилось 17 хартий, далеко не все они были исправлены позднее. Среди них были хартии об урегулировании спора о старшинстве между настоятелем и архидиаконом Дарема; о предоставлении земли в Шербурне даремскому госпиталю Святой Марии-Магдалины; об освящении церкви в Финкеле. Именно из-за подобных действий епископа он даже после смерти сохранял хорошую репутацию за свою благотворительность, учёность и благоразумие. Однако при этом он не обладал теми качествами, которые требовались для защиты епархии от шотландцев. С точки зрения политики он был неэффективной фигурой.
Уильям умер 13 ноября 1352 года. Его могила была обнаружена в XIX веке при раскопках внутри здания Даремского капитула.